# ديبتفورد بريج (محطة مترو أنفاق لندن)
ديبتفورد بريج (بالإنجليزية: Deptford Bridge)‏ هي إحدى محطات مترو أنفاق لندن. تقع على خط قطار دوكلاندز الخفيف (فرع لويشام) أفتتحت في المنطقة (Zone) رقم 2 و3 أفتتحت في 20 نوفمبر 1999.